# Snow Patrol
Gli Snow Patrol sono un gruppo musicale rock britannico formatosi a Dundee, Scozia nel 1994. La maggior parte dei componenti proviene però da Bangor e Belfast, Irlanda del Nord. Hanno sede a Glasgow e hanno un contratto con la Polydor Records. Inizialmente nati come band Indie rock, gli Snow Patrol hanno ricercato un suono più Alternative rock e Britpop, raggiungendo il grande pubblico con i singoli Run, Chasing Cars e Signal Fire, quest'ultima presente nella colonna sonora di Spider-Man 3.
I primi tre album della band, compreso il loro primo EP (Starfighter Pilot, Songs for Polarbears, When It's All Over We Still Have to Clear Up), vennero pubblicati da un'etichetta indipendente ma non ebbero un gran successo. Quando passarono alla major Polydor Records, pubblicarono l'album Final Straw, diventato 4 volte disco di platino nel Regno Unito. La consacrazione arriva grazie al successo dell'album Eyes Open, del quale sono state vendute più di 4 milioni di copie in tutto il mondo. Gli Snow Patrol sono stati nominati per 3 Brit Award e hanno vinto 5 Meteors. In tutto il mondo, la band ha venduto oltre 7 milioni di album.

## Storia

### Primi anni
Formata verso la fine del 1994 sotto il nome di "Shrug" dagli studenti Gary Lightbody e Mark McClelland all'University of Dundee in Dundee, Scozia, la band iniziò a suonare ai concerti all'interno dell'università e nei pub prima di cambiare il loro nome in Polar Bear (o Polarbear) verso la fine del 1995. Nei primi anni, la band fingeva di far parte della band Scozzese Belle & Sebastian per ottenere una possibile entrata gratuita allo Student Union club alla Glasgow School of Art.
Nella metà del 1997, si sono rinominati in Snow Patrol, e hanno pubblicato un'EP di tre tracce Starfighter Pilot, tramite l'etichetta Electric Honey. Richard Colburn, dei Belle & Sebastian, suonava la batteria in queste registrazioni, e Stuart Murdoch, della medesima band, canta in una traccia dei B-sides.
A questo punto, Jonny Quinn, dell'Irlanda del Nord, entrò come batterista permanente. Con lui la band pubblicò il terzo EP "Little Hide" sulla Jeepster Records mentre ancora vivevano in Dundee (la copertina infatti ritraeva una foto dello stadio affollato della città durante il derby del Dundee United F.C. al Tannadice Park, realizzata da Gary Lightbody). Un singolo seguente One Hundred Things You Should Have Done in Bed riuscì a guadagnarsi un posto nella classifica di hit indipendenti. Entrambi i componenti di questi gruppi Mogwai e Belle and Sebastian si sono uniti insieme per suonare in un "supergruppo", i Reindeer Section, che ha commercializzato due album in CD. Gary ha anche eseguito una performance vocale di Cut La Roc.
Secondo quanto riportato sul sito ufficiale del gruppo «gli SP erano inizialmente chiamati Polar Bear ma hanno dovuto cambiare il nome poiché il bassista dei Jane's Addiction era artefice di un side project chiamato Polar Bear».
Il nome Snow Patrol venne suggerito da un amico della band quando ancora si chiamava Polar Bear che si rivolgeva al gruppo con l'appellativo di Snow Patrol. «Quando è venuta l'ora di cambiare il nome è stato un passo logico.»
Dopo il successo della critica e il fallimento commerciale dei due album della band nell'etichetta Jeepster, il gruppo ha avuto un rapporto sempre più in delusione con l'etichetta. La band sentiva che i Belle and Sebastian avevano avuto tutta l'attenzione dall'etichetta ed erano stati fatti invece pochi sforzi per promuovere gli Snow Patrol. Dato che la band non stava rendendo molti incassi e i membri erano sotto pressione finanziaria, Lightbody decise di dare fondo alla sua collezione di CD per pagare la rendita del gruppo.

### Final Strawe il successo commerciale
Dopo essere stati abbandonati dalla Jeepster, il chitarrista Nathan Connolly entrò nella formazione, e la band firmò un contratto con l'etichetta mainstream Polydor. Hanno ottenuto un successo commerciale con la canzone Run (che ha debuttato alla posizione numero 4 nella Official Singles Chart), e con l'album uscito nel 2003, Final Straw prodotto da Jacknife Lee. La registrazione arrivò alla posizione numero 3 nella Official Albums Chart. La data finale di Archer con la band fu 27 settembre 2003 nella St Andrews Students' Association. Seguirono al successo di "Run" altri tre singoli estratti dall'album: "Chocolate", così come la ri-pubblicazione di "Spitting Games", entrambi arrivati nella Top 30, e "How to Be Dead" che ha scalato la posizione numero 39.
Final Straw esce negli Stati Uniti nel 2004 vendendo circa 250.000 copie e risultando il 26º tra gli album britannici più popolari dell'anno.
Il 16 marzo 2005, McClelland lasciò il gruppo, e Lightbody sentenziò «tutta una nuova serie di pressioni nuove e impreviste... purtroppo hanno preso il loro posto sui rapporti di lavoro all'interno della band, e si è capito che la band non poteva andare avanti con il marchio di un solo membro». L'ex-componente dei Terra Diablo Paul Wilson lo sostituì al basso. Nell'aprile del 2005, gli Snow Patrol dichiararono che il turnista alle tastiere Tom Simpson diventava membro ufficiale del gruppo.
Nella metà del 2005, durante il loro tour per promuovere Final Straw, gli Snow Patrol fecero anche da gruppo d'apertura nei concerti europei del Vertigo Tour degli irlandesi U2. Quell'estate vide gli Snow Patrol esibirsi al Live 8, il concerto mondiale di beneficenza tenuto a Londra. Dopo due anni di esibizioni live, verso la fine di luglio la band si prese un paio di settimane di riposo e iniziò a scrivere e registrare le canzoni per il nuovo album. La nuova versione dei Snow Patrol della canzone di John Lennon Isolation venne distribuita il 10 dicembre 2005 come parte della campagna di Amnesty International, Make Some Noise. La canzone venne poi inserita nel tributo del 2007 a John Lennon, Instant Karma: The Amnesty International Campaign to Save Darfur.

### Eyes Open
Il gruppo completò la registrazione di Eyes Open nel dicembre del 2005, con Jacknife Lee che ritornò alla produzione, e l'album uscì il 28 aprile 2006 in Irlanda e nel Regno Unito il 1º maggio 2006, con il primo singolo britannico "You're All I Have" pubblicato il 24 aprile dello stesso anno. L'album venne messo in commercio in Nord America il 9 maggio. Mentre Hands Open fu il primo singolo americano, Chasing Cars dopo essere stato inserito in una scena del finale della seconda stagione della serie TV Grey's Anatomy il 15 maggio 2006, ottenne un riscontro nei download e le classifiche di vendita. A causa della sorprendente popolarità della canzone, è stata pubblicata come un'unica sovrapposizione nei primi di giugno e il video è stato registrato di nuovo per includere le scene dello show. Il 30 dicembre 2006, è stata votata dagli ascoltatori di Virgin Radio come la canzone n. 1 di tutti i tempi.
Il 30 luglio 2006, gli Snow Patrol sono apparsi sul finale del lungo show musicale della BBC Top of the Pops, eseguendo dal vivo Chasing Cars. La band fu l'ultima a esibirsi nella storia dello storico show televisivo inglese.
I Snow Patrol registrarono delle sessioni live agli Abbey Road Studios per Live from Abbey Road il 4 ottobre 2006. La performance è stata inclusa in uno show che comprendeva Madeleine Peyroux e i Red Hot Chili Peppers e trasmesso in Regno Unito su Channel 4 e negli USA su Sundance Channel.
La band fu costretta a posporre le date dei concerti dell'American Eyes Open in seguito all'accertamento della presenza di polipi alle corde vocali di Lightbody, che guarì non prima dell'inizio di tre date del tour. Le date annullate vennero recuperate tra agosto e settembre. L'anno continuò ad essere difficile per la band: negli Stati Uniti, per via degli attacchi terroristi sulle linee aeree tra Regno Unito e Stati Uniti, furono costretti a cancellare due date del loro tour sulla costa occidentale in quanto due membri erano negli Stati Uniti mentre altri due erano rimasti bloccati a Londra. In seguito, hanno deciso di tenere un solo tour negli U.S.A. che si fermasse a Boston, Massachusetts per giorni dopo, ma non sono riusciti a recuperare uno qualsiasi dei loro bagagli, costringendoli ad andare negozio di abbigliamento a Newbury St. nel pomeriggio. I loro bagagli arrivarono ore dopo, giusto in tempo per il sound check. La band ha dovuto cancellare anche le loro apparizioni in Germania e in Francia in seguito all'infortunio del bassista che si fratturò il braccio sinistro e la spalla.
Il 26 novembre 2006, Eyes Open è divenuto uno dei migliori album secondo le scelte degli ascoltatori in Regno Unito, superando l'uscita precedente di Whatever People Say I Am, That's What I'm Not degli Arctic Monkeys. Nonostante fossero assai vaste le vendite dell'album del ritorno dei Take That Beautiful World, Eyes Open ricevette il titolo di miglior album Britannico del 2006, con 1,6 milioni di copie vendute. L'album guadagnò un certificato di platino in USA così come, vendette oltre 1.000.000 di copie, si mantenne in cima alla classifica di migliori quattro della Billboard 200 per oltre quindici settimane, per il cerchio di popolarità di "Chasing Cars". La band detiene anche il primato di uno dei maggiori album e singoli scaricati da iTunes nel 2006. Prima del tour di febbraio, Eyes Open arrivò in cima alle classifiche Australiane per otto settimane il 22 gennaio 2006. Dopo aver fatto ritorno in Irlanda, Eyes Open divenne uno dei migliori album venduti di tutti i tempi, rimanendo in cima alle classifiche dalla fine del 2006 fino all'inizio - metà del 2007.
Gli Snow Patrol sono apparsi come ospiti musicali il 17 marzo 2007 in un episodio di Saturday Night Live, condotto da Julia Louis-Dreyfus. Hanno eseguito dal vivo "You're All I Have" e "Chasing Cars". La band ha tenuto un tour in Giappone in aprile, seguito da alcune date di festival europei, messicani, e americani nell'estate. Hanno poi concluso il tour in Australia nel settembre del 2007.
La band ha contribuito con la canzone "Signal Fire" alla colonna sonora di Spider-Man 3. La canzone era la prima traccia nel CD della colonna sonora e venne inclusa nei titoli di coda del film. La canzone Open Your Eyes è invece inclusa nella colonna sonora della serie televisiva statunitense The Black Donnellys, primo episodio. Il 7 luglio 2007, la band ha suonato dal vivo al Live Earth Concert al Wembley Stadium, Londra. Subito dopo la performance del gruppo, Simpson venne arrestato alla RAF Northolt per essere mancato ad una data in tribunale a Glasgow dopo essere stato scoperto per possesso di droga (cocaina).
Il 1º settembre 2007 vede gli Snow Patrol come headliner ad un mini-festival di "ritorno a casa" nella città madre di Gary Lightbody e Jonny Quinn Bangor, County Down. Circa 30.000 persone sono venute per vedere la band dal vivo.

Il 25 novembre 2007, Snow Patrol hanno eseguito una sessione acustica per il progetto di beneficenza Mencap, in una piccola cappella a Islington. Furono una delle band principali a prendere parte al progetto curato da Jo Whiley e chiamato "Little Noise Sessions".

### A Hundred Million Suns
Lightbody ha dichiarato che le registrazioni per il seguito di Eyes Open sarebbero iniziate nell'autunno 2006, con Jacknife Lee che sarebbe tornato per la terza volta alla produzione. Da allora la band ha dichiarato che avrebbero voluto prendersi un anno dopo il back-to-back del tour di Final Straw e Eyes Open e avevano l'intenzione di ricomparire verso la fine del 2008 con il loro prossimo album. Gary Lightbody era disposto a pubblicare un proprio progetto solista chiamato "Listen... Tanks!" ma la data non è stata ancora pubblicamente annunciata.
Un post, datato 23 maggio 2008 nel sito ufficiale della band confermava che le registrazioni dell'album sarebbero state completate nel corso di una settimana; essi iniziarono il 19 maggio 2008. Il nuovo album, intitolato A Hundred Million Suns, è stato pubblicato il 24 ottobre 2008 in Irlanda e il 28 ottobre in Regno Unito e Stati Uniti. Il primo singolo si intitola "Take Back the City" ed è stato commercializzato in Irlanda il 10 ottobre 2008. Le riprese per il videoclip Take Back the City hanno preso luogo l'11 agosto 2008 in Central London. Il video è diretto da Alex Courtes.

### 360º Tour
Nell'estate 2009 sono impegnati come principale band di supporto al tour mondiale U2 360º Tour nelle date Europee.

### Called Out In The Dark EP e Fallen Empires
Il 7 settembre 2011 viene pubblicato l'EP Called Out In The Dark. L'EP contiene 4 canzoni, alcune delle quali faranno parte del nuovo album, Fallen Empires.

### Wildness
A 7 anni di distanza da Fallen Empires, nel maggio 2018 è stato pubblicato il settimo album in studio del gruppo, Wildness.

## Formazione

### Formazione attuale
- Gary Lightbody - voce, chitarra (1995-presente), batteria, percussioni (2023-presente)
- Johnny McDaid - basso (2023-present), piano, chitarra, cori (2011-presente; turnista 2007-2011)
- Nathan Connolly - chitarra, voce (2002-presente)

### Ex componenti
- Michael Morrison - batteria (1994-1996)
- Mark McClelland - basso, tastiera (1995-2005)
- Tom Simpson - tastiere, sampler (2005-2013; turnista 1997-2005)
- Jonny Quinn - batteria, percussioni (1995-2023)
- Paul Wilson - basso, voce (2005-2023)

## Discografia

### Album in studio
- 1998 - Songs for Polarbears
- 2001 - When It's All Over We Still Have to Clear Up
- 2003 - Final Straw
- 2006 - Eyes Open
- 2008 - A Hundred Million Suns
- 2011 - Fallen Empires
- 2018 - Wildness (Deluxe)
- 2024 - The Forest Is the Path

### Raccolte
- 2009 - Up to Now

### EP
- 1997 - Starfighter Pilot
- 2005 - Live and Acoustic at Park Ave.
- 2011 - Called Out In The Dark

### Singoli
| Anno | Titolo                                         | Classifiche | Classifiche | Classifiche | Classifiche | Classifiche | Classifiche | Classifiche | Classifiche | Classifiche | Classifiche | Classifiche | Classifiche | Classifiche | Classifiche | Classifiche | Classifiche | Classifiche | Album                                        |
| Anno | Titolo                                         | UK          | AUT         | AUS         | BEL         | CAN         | DEU         | FRA         | IRE         | NED         | NOR         | NZ          | SWE         | SWI         | US          | US Alt.     | US Dig.     | US Pop      | Album                                        |
| ---- | ---------------------------------------------- | ----------- | ----------- | ----------- | ----------- | ----------- | ----------- | ----------- | ----------- | ----------- | ----------- | ----------- | ----------- | ----------- | ----------- | ----------- | ----------- | ----------- | -------------------------------------------- |
| 1998 | Little Hide                                    | —           | —           | —           | —           | —           | —           | —           | —           | —           | —           | —           | —           | —           | —           | —           | —           | —           | Songs for Polarbears                         |
| 1998 | One Hundred Things You Should Have Done in Bed | —           | —           | —           | —           | —           | —           | —           | —           | —           | —           | —           | —           | —           | —           | —           | —           | —           | Songs for Polarbears                         |
| 1998 | Velocity Girl/Absolute Gravity                 | —           | —           | —           | —           | —           | —           | —           | —           | —           | —           | —           | —           | —           | —           | —           | —           | —           | Songs for Polarbears                         |
| 1999 | Starfighter Pilot                              | —           | —           | —           | —           | —           | —           | —           | —           | —           | —           | —           | —           | —           | —           | —           | —           | —           | Songs for Polarbears                         |
| 2000 | Ask Me How I Am                                | —           | —           | —           | —           | —           | —           | —           | —           | —           | —           | —           | —           | —           | —           | —           | —           | —           | When It's All Over We Still Have to Clear Up |
| 2001 | One Night Is Not Enough                        | —           | —           | —           | —           | —           | —           | —           | —           | —           | —           | —           | —           | —           | —           | —           | —           | —           | When It's All Over We Still Have to Clear Up |
| 2003 | Spitting Games                                 | 54          | —           | —           | —           | —           | —           | —           | —           | —           | —           | —           | —           | —           | —           | 39          | —           | —           | Final Straw                                  |
| 2004 | Run                                            | 5           | —           | 76          | —           | —           | —           | —           | 25          | —           | —           | —           | —           | —           | —           | 15          | —           | —           | Final Straw                                  |
| 2004 | Chocolate                                      | 24          | —           | —           | —           | —           | —           | —           | 40          | —           | —           | —           | —           | —           | —           | 40          | —           | —           | Final Straw                                  |
| 2004 | Spitting Games (ripubblicazione)               | 23          | —           | —           | —           | —           | —           | —           | 41          | —           | —           | —           | —           | —           | —           | —           | —           | —           | Final Straw                                  |
| 2004 | How to Be Dead                                 | 39          | —           | —           | —           | —           | —           | —           | 42          | —           | —           | —           | —           | —           | —           | —           | —           | —           | Final Straw                                  |
| 2006 | You're All I Have                              | 7           | —           | —           | —           | —           | 100         | —           | 12          | —           | —           | 25          | —           | —           | —           | 27          | —           | —           | Eyes Open                                    |
| 2006 | Hands Open                                     | —           | —           | —           | —           | —           | —           | —           | 18          | —           | —           | 34          | —           | —           | —           | 21          | —           | —           | Eyes Open                                    |
| 2006 | Chasing Cars                                   | 6           | 2           | 53          | 3           | 28          | 8           | 57          | 6           | 24          | 17          | 3           | 40          | 4           | 5           | 8           | 3           | 6           | Eyes Open                                    |
| 2006 | Set the Fire to the Third Bar                  | 18          | —           | —           | 41          | —           | —           | —           | 26          | —           | —           | —           | —           | —           | —           | —           | —           | —           | Eyes Open                                    |
| 2007 | Open Your Eyes                                 | 26          | —           | 53          | —           | —           | 73          | —           | 21          | —           | —           | —           | —           | —           | —           | —           | 18          | —           | Eyes Open                                    |
| 2007 | Shut Your Eyes                                 | —           | 12          | —           | 1           | —           | 15          | —           | —           | 14          | —           | —           | —           | 26          | —           | —           | —           | —           | Eyes Open                                    |
| 2007 | Signal Fire                                    | 4           | —           | 22          | —           | —           | —           | 23          | 2           | —           | —           | —           | —           | 48          | 65          | —           | —           | —           | Spider-Man 3 Soundtrack                      |
| 2008 | Take Back the City                             | 6           | —           | 33          | —           | —           | —           | —           | 4           | —           | —           | —           | —           | —           | —           | 32          | —           | —           | A Hundred Million Suns                       |
| 2011 | Called Out in the Dark                         | —           | —           | —           | —           | —           | —           | —           | —           | —           | —           | —           | —           | —           | —           | —           | —           | —           | Fallen Empires                               |
| 2018 | Don't Give In                                  |             |             |             |             |             |             |             |             |             |             |             |             |             |             |             |             |             | Wildness                                     |
| 2018 | Life On Earth                                  |             |             |             |             |             |             |             |             |             |             |             |             |             |             |             |             |             | Wildness                                     |

## Videografia

### Video musicali
| Anno | Canzone                         | Regia             |
| ---- | ------------------------------- | ----------------- |
| 1999 | "Starfighter Pilot"             | James Hyman       |
| 2000 | "Ask Me How I Am"               |                   |
| 2003 | "Run"                           | Paul Gore         |
| 2004 | "Spitting Games"                | Paul Gore         |
| 2004 | "How to be Dead"                |                   |
| 2005 | "Chocolate"                     | Marc Webb         |
| 2006 | "You're All I Have"             | Barnaby Roper     |
| 2006 | "Hands Open"                    | Patrick Daughters |
| 2006 | "Chasing Cars"                  |                   |
| 2006 | "Set the Fire to the Third Bar" |                   |
| 2008 | "Take Back The City"            |                   |
| 2011 | "Called Out In The Dark"        |                   |
| 2012 | "New York"                      |                   |
| 2012 | "This Isn't Everything You Are" |                   |
| 2012 | "In the End"                    |                   |
| 2018 | "Don't Give In"                 |                   |

### DVD
- 2004 - Live at Somerset House